# Stegodyphus tentoriicola
Espèce
Stegodyphus tentoriicola est une espèce d'araignées aranéomorphes de la famille des Eresidae.

## Distribution
Cette espèce se rencontre en Afrique du Sud, au Botswana et en Namibie.

## Description
Les mâles mesurent de 8 à 10 mm et les femelles de 10,5 à 13 mm

## Publication originale
- Purcell, 1904 : Descriptions of new genera and species of South African spiders. Transactions of the South African Philosophical Society, vol. 15, p. 115-173 (texte intégral).